# Mercuriale
Een mercuriale is een redevoering uitgesproken door een magistraat bij de opening van het gerechtelijk jaar. Het gebruik ontstond in Frankrijk in de 14e eeuw en is in de 21e eeuw vooral een Frans-Belgische traditie. De naam verwijst naar de Dies Mercurii, omdat de mercuriale werd uitgesproken op de eerste woensdag van het nieuwe gerechtelijk jaar.

## Geschiedenis
In de Franse parlementen begon men vanaf de 14e eeuw het gerechtelijk jaar te openen met een discours over de wijze waarop in het voorbije jaar recht was gesproken en over de misbruiken die eventueel waren opgemerkt. Deze traditie werd afgeschaft door de Franse Revolutie, maar herleefde in 1808 onder het Eerste Franse Keizerrijk van Napoleon Bonaparte. Hij behield dit prerogatief voor aan hoge parketmagistraten, die achter gesloten deuren spraken tot de rechters van de zetel. Een onderscheiden discours werd ingevoerd op de eigenlijke openingsdag. Bij die gelegenheid mochten parketmagistraten vanaf 1810 hun retorische vaardigheden uitleven op een onderwerp dat passend was bij de omstandigheden. Dat gebeurde op een plechtige openingszitting ten overstaan van advocaten en pleitbezorgers.
In de keizerlijke gerechtshoven van Brussel en Luik werden vanaf 1811 mercuriales uitgesproken. Onder het Verenigd Koninkrijk der Nederlanden bleef dit het geval in Luik, maar niet meer in Brussel. Na de Belgische onafhankelijkheid werd het gebruik van de mercuriale door de procureurs-generaal opnieuw veralgemeend op het niveau van de hoven van beroep, gereorganiseerd in 1832. Het Hof van Cassatie kende tot 1869 geen gerechtelijke vakantie en had tot zolang ook geen mercuriales. De wet op de gerechtelijke inrichting van dat jaar bracht daar verandering in en legde ook de openbaarheid van de mercuriales op. De openingsrede en de eigenlijke, meer statistisch gerichte mercuriale werden tot één geheel versmolten. Onder het publiek voor de plechtige openingszitting waren de nieuwe doctores in de rechten, die op het einde de eed aflegden.
In de loop van de 20e eeuw werden mercuriales meer en meer gedelegeerd aan advocaten-generaal of aan substituten. De Taalwet gerechtszaken van 1935 zorgde ervoor dat eentaligheid de norm werd, behalve in Brusselse hoven, waar elk jaar werd afgewisseld tussen Frans en Nederlands. Vanaf 1971 spraken ook de auditeurs-generaal van de arbeidshoven een mercuriale uit. Aan de hoven van beroep werd de mercuriale vanaf 1980 facultatief, behalve voor het rapporterende aspect. België volgde daarin het Franse voorbeeld van 1974. In de praktijk bleven de mercuriales zonder uitzondering plaatsvinden, waarmee de Belgische parketmagistraten blijk gaven van hun gehechtheid aan deze traditie.

## Wetgeving
- Décret impérial du 30 mars 1808 contenant règlement pour la police et la discipline des cours et tribunaux (artikel 101):

Tous les ans, à la rentrée de nos cours d'appel, chambres réunies, il sera fait, par notre procureur général, un discours sur l'observation des lois et le maintien de la discipline.
- Décret du 6 juillet 1810 contenant règlement sur l'organisation et le service des cours impériales, des cours d'assises, et des cours spéciales (artikel 34):

Le procureur général, ou l'un des avocats généraux qu'il en aura chargé, prononcera un discours sur un sujet convenable à la circonstance; il tracera aux avocats et aux avoués le tableau de leurs devoirs: il exprimera ses regrets sur les pertes que le barreau aurait faites, dans le cours de l'année, de membres distingués par leur savoir, par leurs talens, par de longs et utiles travaux, et par une incorruptible probité.
- Wet van 18 juni 1869 op de rechterlijke inrichting (artikel 222):

Tous les ans, après les vacances, les cours de cassation et d'appel se réunissent en assemblée générale et publique. Le procureur général près chaque cour prononce un discours sur un sujet convenable à la circonstance. Le procureur général près la cour d’appel signale, en outre, la manière dont la justice a été rendue dans l'étendue du ressort ; il indique les abus qu'il a remarqués, il fait enfin les réquisitions qu'il juge convenables d’après les dispositions de la loi, et la cour est tenue d'en délibérer.
Les procureurs généraux envoient au Ministre de la justice copie de leurs discours et des arrêts intervenus.
- Gerechtelijk Wetboek (artikel 345):[1]

Het Hof van Cassatie en de hoven van beroep komen ieder jaar na de vakantie in algemene en openbare vergadering bijeen.
De procureur-generaal bij het Hof van Cassatie of een van de advocaten-generaal die hij daarmee belast heeft, houdt een rede over een bij die gelegenheid passend onderwerp.
De procureur-generaal bij het hof van beroep geeft aan hoe binnen het rechtsgebied recht is gesproken en wijst op de misbruiken die hij heeft vastgesteld. Bovendien kan hij, indien hij zulks nuttig acht, een rede houden over een bij die gelegenheid passend onderwerp. Hij kan een van de advocaten-generaal opdragen deze rede te houden.
De procureurs-generaal doen aan de Minister van Justitie een afschrift van hun rede toekomen.

## Voetnoten
1. ↑  Voorheen artikel 351, laatst gewijzigd bij wet van 16 juli 1980 en opgeheven bij wet van 22 december 1998